# Внутренняя миграция
Условные обозначения: положительное
 отрицательное
 нулевое
 нет данных

Сальдо миграции в 2008 году.Условные обозначения:
положительное
отрицательное
нулевое
нет данных

Внутренняя миграция, Внутренняя миграция населения — перемещение людей из одного региона в другой в рамках одной страны. 

## История
Английский учёный немецкого происхождения Э. Г. Равенштейн является автором одного из первых теоретических исследований в области миграции населения («Законы о миграции» («The laws of migration»), Лондон, 1876 год). Изучив миграционные процессы в Англии, Шотландии и Северной Америке, Э. Г. Равенштейн сформулировал одиннадцать миграционных законов, на которых впоследствии базировались многие теории в области миграции. Основными являются следующие закономерности:
- больше всего миграций осуществляется на короткие расстояния;
- чем крупнее территориальный центр, тем более привлекательное влияние он оказывает;
- каждому миграционному потоку соответствует свой контр-поток;
- рост крупных городов в большей степени обусловлен миграцией населения, нежели естественным в нём приростом;
- масштабы миграции возрастают с развитием промышленности и торговли, и особенно с развитием транспорта;
- экономические причины миграции являются определяющими;
- и другие.

Внутренняя миграция населения является одной из форм миграции населения. Основными причинами внутренней миграции являются, как правило, экономические факторы — отсутствие работы (внутренняя трудовая миграция), уровень доходов и расходов, а также качество жизни, голод, в то время как во внешней миграции помимо экономических значимы также политические факторы. Одним из примеров внутренней миграции характерной для многих стран является скупка земель крупным капиталом, модернизация экономики, прекращение или перенос производства, урбанизация — перемещение населения из сельской местности в города.
История многих стран включает примеры значительных внутренних миграций населения, по тем или иным причинам:
- Великобритания — в истории Великобритании было несколько миграций с севера Англии к югу, а также из Шотландии, Ирландии (совсем недавно в Северной Ирландии) и Уэльса в Англию. Наиболее существенными перемещения людей были во времена промышленной революции, а также в связи с последствиями голода в Ирландии в 1845—1849 годах.
- США — в середине XIX века была значительная внутренняя миграция из восточных штатов к западному побережью, которая существенно увеличилась после строительства трансконтинентальной железной дороги в 1869 году. В период с 1910-х по 1970-е годы произошло массовое переселение афроамериканцев из сельскохозяйственных южных штатов в промышленные города Севера, Северо-Востока и Запада США, также продолжается «Бегство белых».
- Союз ССР — для обеспечения трудовыми ресурсами строек на Крайнем Севере, в Сибири и на Дальнем Востоке людей привлекали высокими зарплатами, романтикой ударных строек и организационными мерами, например, комсомольский призыв.

В США мобильность населения в течение большей части XX века была выше, чем в Европе, перераспределяя трудовые ресурсы из штатов с низким уровнем оплаты труда в штаты с высокой заработной платой, и тем самым выравнивая уровень дохода на душу населения в различных штатах. В развивающихся странах существует значительная сезонная и временная миграция из сельской местности в города. 